# Zaachila
Villa de Zaachila is een stad in de Mexicaanse staat Oaxaca. De plaats heeft 13.721 inwoners (census 2005) en is de hoofdplaats van de gemeente Villa de Zaachila.
Zaachila was in de postklassieke periode, na de val van Monte Albán, een van de voornaamste Zapoteekse centra. In 1962 werden twee tombes ontdekt met vele Mixteekse en Zapoteekse artefacten maar verder is de plaats nog nauwelijks uitgegraven.